# Benoicanthus
Benoicanthus es un género de plantas con flores perteneciente a la familia Acanthaceae. El género tiene 2 especies de hierbas. Es originario de Madagascar.

## Taxonomía
El género fue descrito por Heine & A.Raynal y publicado en Adansonia: recueil périodique d'observations botanique, n.s. 8: 190–191. 1968. La especie tipo es: Benoicanthus tachiadenus Heine & A. Raynal. 
Etimología

## Especies
- Beniocanthus gruicollis
- Beniocanthus tachiademus